# Hierodula patellifera
Hierodula patellifera — вид насекомых из семейства настоящих богомолов (Mantidae). Распространён в Восточной и Южной Азии. Принадлежит к богатому видам рода Hierodula, основной ареал которого охватывает Юго-Восточную Азию и Австралию. Большие зеленые или бурые богомолы.

## Внешний вид и строение
Тело коренастое, длиной 4,5-6,5 см у самцов и 5-7 см у самок. Окрас зелёный или коричнево-фиолетовый. На голове присутствует небольшой бугор между основами антенн и глазами. На внутреннем краю тазиков передних ног имеются 2-4 беловатые лопасти, оканчивающиеся хрупкими шипами. Задние и средние ноги с шипом на колене. Кожистые надкрылья полностью покрывают конец брюшка, задние крылья хорошо развиты, прозрачны. На передних крыльях имеется большой беловатый глазок.

## Образ жизни
Предпочитает древесную или кустарниковую растительность, где охотится на насекомых из засады, принимая характерную для большинства богомолов позу «молящегося». Имаго хорошо летает, самцы активно летят на свет, самки по мере увеличения массы летать прекращают.
Половозрелая самка примерно через 14 дней после последней линьки начинает привлекать самцов. Обычно самки в покое сидят с нижней стороны на ветке дерева, крыльями вниз. Привлечения самцов состоит из подъёма брюшка относительно крыльев, затем брюшко раздувается, демонстрируя красноватые края брюшных сегментов, а также, вероятно, усиливая выделение феромонов. Такое поведение демонстрируют только неоплодотворенные самки, после оплодотворения оно прекращается.
Самка откладывает большую отеку зеленоватого цвета, которая в дальнейшем темнеет. Оотека цилиндрическая, примерно 1,5 см в длину и 1,3 см в диаметре с острым кончиком к передней части. Вылупление личинок происходит через 3-4 недели. Из оотеки одновременно выходит примерно 150 личинок.

## Распространение
Встречается в Восточной Азии. Впервые описан на Яве. Присутствует в Малайзии, Индии, Японии, Корее, Таиланде, Вьетнаме. Как инвазивный вид обнаружен на Гавайях.
В 2020 году было сообщено об обнаружении этого вида на юге Франции по крайней мере с 2013 года, а также на севере Италии. Наиболее вероятным путем попадания вида в Европу считают случайную перевозку оотек с товарами из Азии, в частности на бамбуковых метлах.

## В культуре
Богомолов и оотеки этого вида используют в пищу в Китае и как средство народной медицины в Японии, Корее и Китае.
Этот богомол изображен на марке Бутана 1969 года ценой 3 нгултрума.

## Галерея

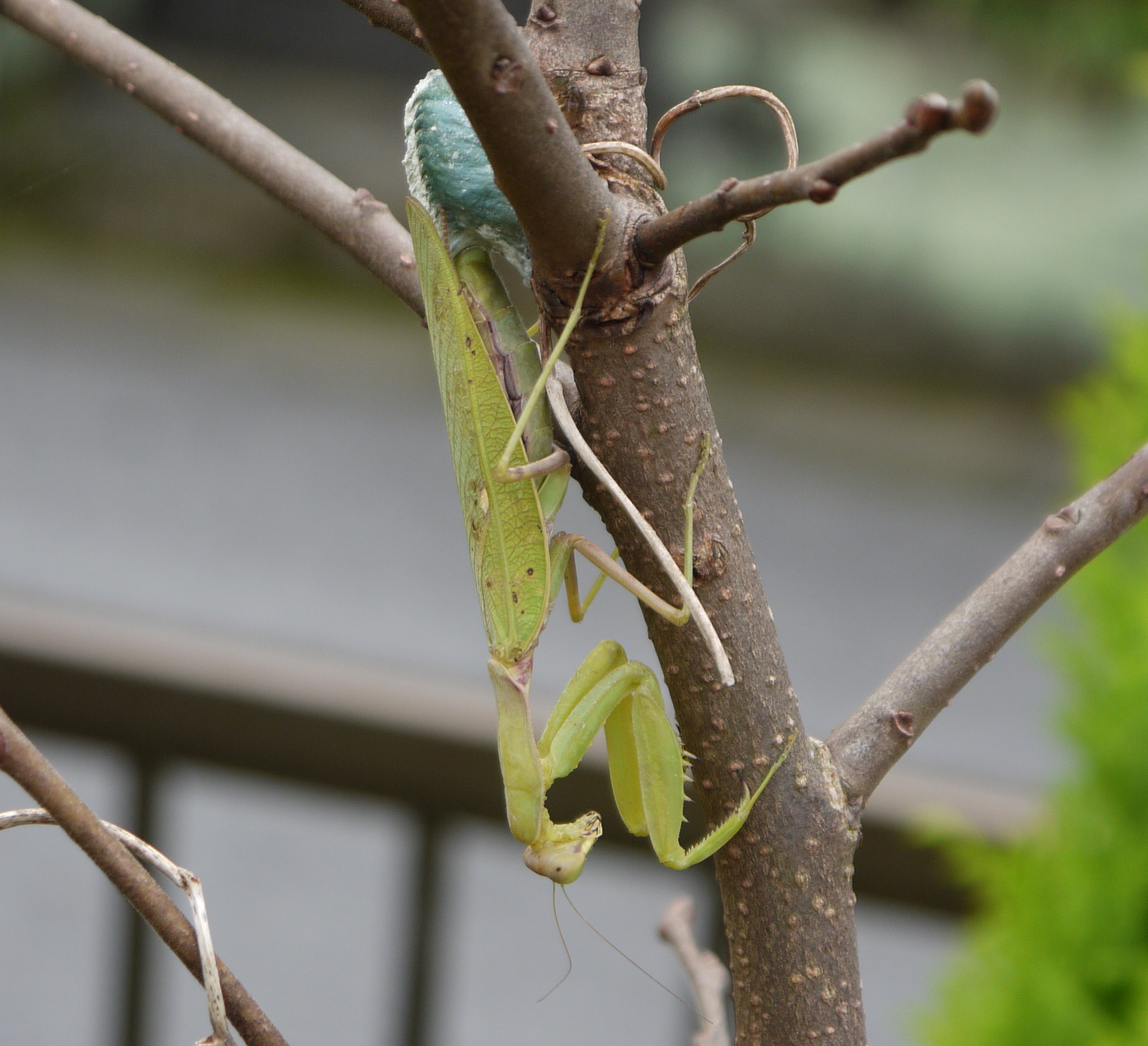
Самка с оотекой
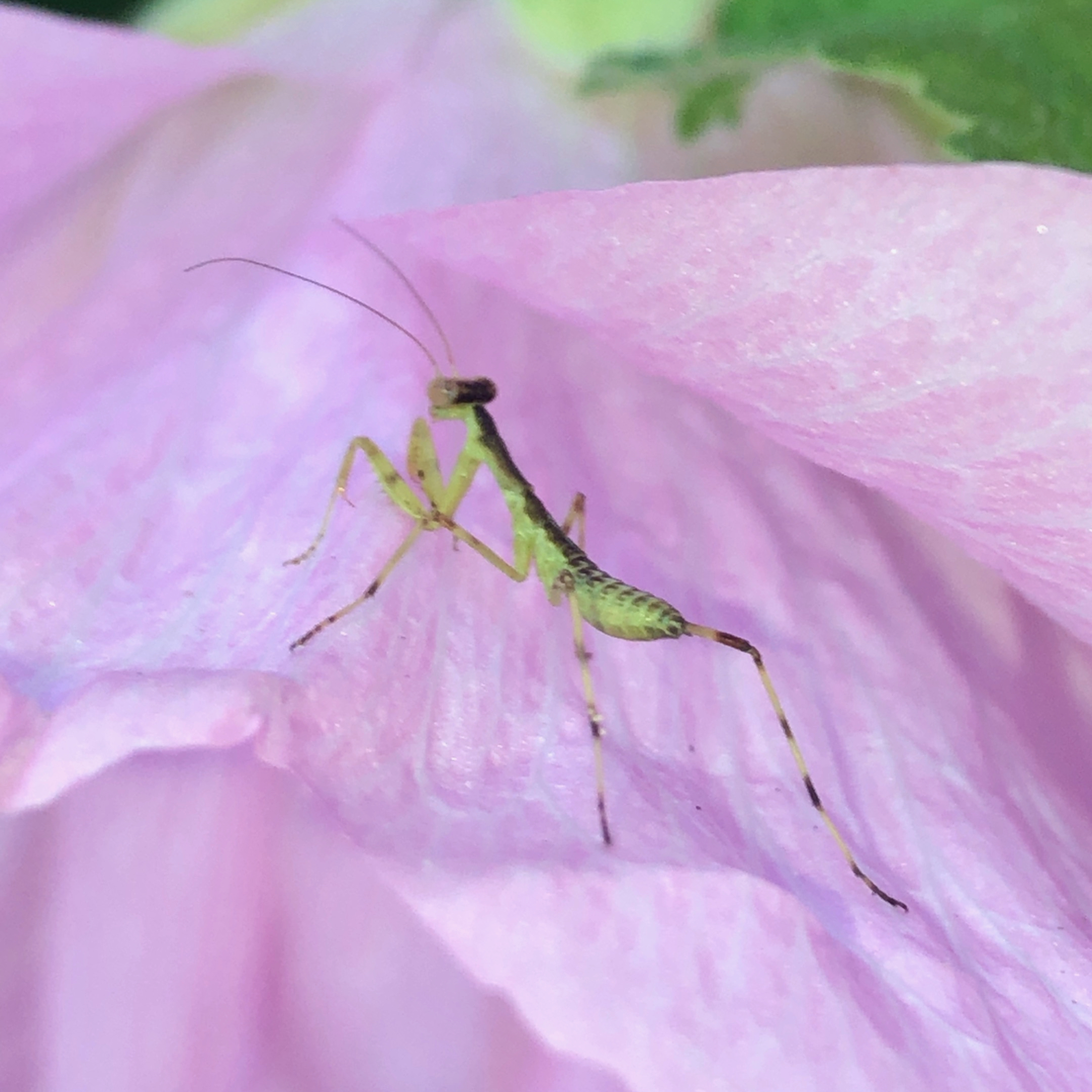
Личинка раннего возраста